# Gennadij Kasanskij
Gennadij Kasanskij (russisk: Геннадий Сергеевич Каза́нский) (født 18. november 1910 i Voronezj i det Russiske Kejserrige, død 14. september 1983 i Sovjetunionen) var en sovjetisk filminstruktør.

## Filmografi
- Rimskij-Korsakov (Римский-Корсаков, 1953)[1][2]
- Starik Khottabytj (Старик Хоттабыч, 1956)
- Havets søn (Человек-амфибия, 1962)
- Snezjnaja koroleva (Снежная королева, 1967)
- Novogodnije prikljutjenija Masji i Viti (Новогодние приключения Маши и Вити, 1975)